# Florian Grillitsch
Florian Grillitsch (ur. 7 sierpnia 1995 w Neunkirchen) – austriacki piłkarz grający na pozycji pomocnika. Od 2023 roku jest zawodnikiem TSG 1899 Hoffenheim.

## Życiorys

### Kariera juniorska
Treningi piłkarskie rozpoczął w małym klubie SVSF Pottschach. Następnie w latach 2008–2013 trenował w juniorskiej drużynie klubu SKN St. Pölten. W 2013 roku wyjechał do Niemiec do klubu Werder Brema.

### Werder Brema
W sezonie 2013/2014 dołączył do drużyny rezerw biorącej udział w rozgrywkach Regionalliga Nord. W sumie zagrał dla niej w 36 meczach, w których strzelił 10 bramek. 1 lipca 2015 roku został członkiem pierwszego zespołu. W rozgrywkach Bundesligi zadebiutował 15 sierpnia 2015 roku w przegranym 0:3 meczu przeciwko FC Schalke 04, natomiast pierwszego ligowego gola zdobył 9 kwietnia 2016 roku w meczu przegranym 1:2 w spotkaniu przeciwko FC Augsburg. Sezon 2015/2016 zakończył z bilansem 25 meczów i jeden gol, kolejny zaś z bilansem 23 mecze i 2 gole.

### TSG 1899 Hoffenheim
1 lipca 2017 roku został (na zasadzie wolnego transferu) zawodnikiem TSG 1899 Hoffenheim.

## Statystyki kariery
(aktualne na dzień 25 kwietnia 2019)
| Klub                | Sezon     | Liga              | Liga  | Liga | Puchar krajowy | Puchar krajowy | W sumie | W sumie |
| Klub                | Sezon     | Liga              | Mecze | Gole | Mecze          | Gole           | Mecze   | Gole    |
| ------------------- | --------- | ----------------- | ----- | ---- | -------------- | -------------- | ------- | ------- |
| Werder Brema II     | 2013/2014 | Regionalliga Nord | 5     | 0    | —              | —              | 5       | 0       |
| Werder Brema II     | 2014/2015 | Regionalliga Nord | 26    | 9    | —              | —              | 26      | 9       |
| Werder Brema II     | 2015/2016 | 3. liga           | 5     | 1    | —              | —              | 5       | 1       |
| Werder Brema II     | W sumie   | W sumie           | 36    | 10   | —              | —              | 36      | 10      |
| Werder Brema        | 2015/2016 | Bundesliga        | 25    | 1    | 5              | 1              | 30      | 2       |
| Werder Brema        | 2016/2017 | Bundesliga        | 23    | 2    | 1              | 0              | 24      | 2       |
| Werder Brema        | W sumie   | W sumie           | 48    | 3    | 6              | 1              | 54      | 4       |
| TSG 1899 Hoffenheim | 2017/2018 | Bundesliga        | 25    | 1    | 1              | 0              | 26      | 1       |
| TSG 1899 Hoffenheim | 2018/2019 | Bundesliga        | 26    | 0    | 0              | 0              | 26      | 0       |
| W sumie             | W sumie   | W sumie           | 135   | 14   | 7              | 1              | 142     | 15      |